# Battaglia di Kara Killisse
La battaglia di Kara Killisse (in armeno Ղարաքիլիսայի ճակատամարտ?, Gharakilisahi chakatamart; in turco Karakilise Muharebesi o Karakilise Muharebeleri) è stata un episodio della Campagna del Caucaso della prima guerra mondiale e venne combattuta nei pressi di Vanadzor (nell'attuale Armenia) nel maggio 1918.

## Contesto
A seguito della rivoluzione d'ottobre, il nuovo governo bolscevico decise di uscire dal conflitto. Con l'armistizio di Erzincan del dicembre 1917 l'esercito russo abbandonò il fronte del Caucaso e l'Impero ottomano poté conquistare con relativa facilità i territori della Repubblica Federale Democratica Transcaucasica (l'attuale Armenia occidentale) occupando le città di Erznka, Erzerum, Sarıkamış, Kars e Alessandropoli.

## La battaglia
Il 21 maggio 1918 l'esercito ottomano proseguì la sua avanzata fino a Vorontsovka mentre le forze armate si ritirarono in parte verso Jerevan e in parte verso Kara Killisse. Qui il generale Garegin Njdeh riuscì a reclutare nuove truppe e a prepararsi ad affrontare il nemico.
Dopo quattro giorni di combattimenti, durante i quali entrambe le parti subirono pesanti perdite, gli ottomani riuscirono ad invadere Kara Killisse ma ormai il numero degli uomini a disposizione di Mehmed Wehib Pascià erano insufficienti per proseguire l'avanzata.